# The Legend of White Snake (série 2019)
The Legend of White Snake (chinês: 新白娘子傳奇, pinyin: Xīn bái niángzǐ chuánqí) é uma série produzida e exibida pela plataforma de streaming IQIYI, estrelada por Ju Jingyi e Alan Yu. É baseado na lenda do folclore chinês Lenda da Serpente Branca. A série foi ao ar pelo IQIYI a partir de 3 de abril de 2019   , sendo retransmitida pelo Netflix, como A Lenda do Mestre Chinês, e pelo Viki, sob o título de A Lenda da Cobra Branca.

## Sinopse
Baseada na lenda folclórica a lenda da serpente branca, a série se passa no período Dinastia Song do Sul e se centra no romance entre Xu Xian, um médico que hábita em Lin'an, e Bai Suzhen, um espírito de cobra branca de 1000 anos que assumiu a forma de uma mulher. O amor entre espécies de Xu e Bai é confrontado por Jin Ruyi, a filha do mestre de Xu que está apaixonada por jovem médico. A obsessão de Ruyi por Xu cria um rancor entre ela e Bai. O relacionamento de Xu e Bai também foi inicialmente contestado por Fahai, um monge budista ortodoxo que nutria um preconceito contra os demônios. Ao longo da série, Bai é acompanhado por Xiao Qing, um espírito de cobra verde de 500 anos que, mais tarde, se revela ser uma semideusa. Qing considera Bai como sua irmã mais velha e permanece leal a ela.

## Elenco

### Protagonistas
- Ju Jingyi como Bai Suzhen; um espírito de serpente branca que cultivou sua forma humana junto à Jingson, no Monte Emei, por mil anos. Muda-se para Lin'an. Apaixona-se por Xu Xian.
- Alan Yu como Xu Xian Hanwen; criado pela irmã após a morte de seus pais, Xu Xian é um bondoso médico que trabalha na clínica Jinshi. Encanta-se por Bai Suzhen, admirado por suas habilidades médicas.
- Shane Xiao como Xiao Qing; um espírito de serpente verde de 500 anos, filha do espírito de cobra Yu Furong e do Rei Dragão Ao Guang, fazendo de Xiao Qing uma semideusa. Sua mãe, Yu Furong, foi morta em razão da proibição Celestial de relacionamentos entre demônios e deuses.
- Tim Pei como Fahai, um monge budista do Templo Jinshan. Sua obsessão em eliminar demônios resultou no fortalecimento do Demônio da Mente.
- Yu Lang como Jin Ruyi;[6] filha do proprietário da Clínica Jinshi, Ruyi é apaixonada por Xu Xian. Wang Daoling, um espírito sapo, afirma que ela é a reencarnação de seu amor anterior. O ódio e ciúme de Ruyi por Suzhen permite que o Demônio da Mente resida nela.

### Coadjuvantes
| Ator/Atriz            | Papel                              | Introdução |
| --------------------- | ---------------------------------- | --- |
| Nie Zihao             | Jinsong                            | Amigo de Suzhen, Jingsong é o espírito de rato dourado que ficava abaixo da cadeira de Buda, sendo enviado ao Monte Emei para se cultivar após ser intransigente. Devido ao seu ciúme e as constantes tentativas de matar Xu Xian, a amizade com Suzhen é afetada até o momento em que ele a ajuda a salvar a vida de Xu. |
| Feng Jianyu           | Zhang Yutang                       | Comerciante de ervas para a Clínica Baohe. Apaixona-se por Xiao Qing, que o ajuda a descobrir sua verdadeira identidade. |
| Li Lin                | Li Gongfu                          | Cunhado de Xu Xian, esposo de Xu Jiaorong. Vindo de uma família simples, foi o único pretendente de Xu Jiaorong aceitar que seu irmão vivesse com eles após o casamento. Li é um oficial em Lin'an. |
| Cecilia Yip           |                                    | Mãe de Xu Xian e Xu Jiaorong. |
| Maggie Chan           | Yu Furong                          | Mãe de Qing. Um espírito de serpente que morre por seu envolvimento com o Rei Dragão Ao Guang. |
| Tse Kwan-ho           | Xu Huairen                         | Pai de Xu Xian e Xu Jiaorong. |
| Wang Weiyuan          | Wao Daoling                        | Espírito de sapo apaixonado por Jin Ruyi. |
| Lin Yuzeqing (bebê)   | Xu Shilin                          | Filho de Bai Suzhen e Xu Xian. |
| Zhang Zheyu (menino)  | Xu Shilin                          | Filho de Bai Suzhen e Xu Xian. |
| Wesley Wong           | Xu Shilin                          | Filho de Bai Suzhen e Xu Xian. |
| Lian Jin Yikai (bebê) | Li Bilian                          | Filha de Xu Jiaorong e Li Gongfu |
| Lin Ruoxi (menina)    | Li Bilian                          | Filha de Xu Jiaorong e Li Gongfu |
| Sara Zhao             | Li Bilian                          | Filha de Xu Jiaorong e Li Gongfu |
| Choenyi Tsering       | Wu Niangzi                         | Há três mil anos, ela era uma concubina do rei Zhou. Sua filha foi dada como alimento para centopeias. Ela busca a filha por diversas encarnações. |
| Yi Yizi               | Hu Kexin                           | Um espírito de raposa que seduz e rouba os corações dos homens. |
| Kenneth Tong          | Primeiro Ministro Liang Xiangguo   | Acredita que Xu Xian ainda possui provas conseguidas pelo seu pai de sua corrupção |
| David Wu              | Lü Dongbin                         | |
| Sunny Tu              | Guanyin                            | A bodisatva da compaixão. |
| Wang Weiguo           | Imperador de Jade                  | |
| Zhu Longguang         | Buda                               | |
| Heidi Wang            | Rainha Mãe                         | |
| Chongyuan Chen        | Wu Guibao                          | Um dos seguidores de Qing. |
| Liao Pengfei          | Ah Luo                             | Um dos seguidores de Qing. |
| Fan Wendong           | Xie Daqian                         | Um dos seguidores de Qing. |
| Wang Ronghong         | He Dagu                            | |
| Shen Baoping          | Mestre Zen Lingyou                 | Mestre de Fahai. |
| Hou Changrong         | Rei Dragão Ao Guang                | Ao Guang se apaixonou por Yu Furong apesar da regra celestial que os proibia de ficar juntos. Após a morte de Yu, Ao envia os Quatro Imortais para cuidar de Qing no Lago do Oeste. |
| Jackson Lou           | Chefe do Exército Celestial Rei Li | |
| Alen Fang             | Príncipe Mu                        | Amigo de infância de Xu Xian |
| Yao Tongtong          | Príncesa Consorte Mu               | |
| Ma Shuliang           | Mestre Jin                         | Dono da Clínica Jinshi e pai de Jin Ruyi. |
| Liu Lifei             | Yinxiang                           | |
| Zhang Bowen           | Changsheng                         | A criança de Wu Niangzi. |

## Produção
A série foi filmada de março a julho de 2018, com duração de 118 dias, e teve como locações Wuxi.  
A produção é baseada na adaptação de 1992 para o conto popular chinês sobre a lenda da Serpente Branca. Cecilia Yip, que interpretou Xu Xian na versão de 1992, interpreta a mãe do personagem na versão de 2019.  Maggie Chan, que havia interpretado interpretou Xiao Qing na versão anterior, volta agora como Yu Furong, a mãe de Qing na série.
- Direção: Zhi Lei.[6]
- Produtor-chefe: Dai Ying, Zhu Kai.[8]
- Produtor: Xu Mi, Liu Guimei.[8]
- Direção de roteiro: Yang Tao.[8]
- Roteiro: An Yimo.[8]
- Direção de fotografia Cao Chaomin.[8]
- Diretor de arte Wu Ming.[8]
- Designer: Min Huanmei.[8]
- Figurino: Yang Donglin.[8]
- Direção Visual Xu Jie.[8]
- Direção de edição: Zhang Kaifa.[8]
- Produção musical: Lin Hai.[8]

## Trilha Sonora
- Qian Nian Deng Yi Hui (千年等一回);  interpretada por Ju Jingyi
- Du Qing (渡 情)  interpretada por Ju Jingyi
- Qing Cheng Shan Xia Bai Suzhen (青城 山下 白素贞)  interpretada por Ju Jingyi